# Lake Mills (Iowa)
Lake Mills is een plaats (city) in de Amerikaanse staat Iowa, en valt bestuurlijk gezien onder Winnebago County.

## Demografie
Bij de volkstelling in 2000 werd het aantal inwoners vastgesteld op 2140. In 2006 is het aantal inwoners door het United States Census Bureau geschat op 2039, een daling van 101 (-4,7%).

## Geografie
Volgens het United States Census Bureau beslaat de plaats een oppervlakte van 6,7 km², geheel bestaande uit land. Lake Mills ligt op ongeveer 382 m boven zeeniveau.

## Plaatsen in de nabije omgeving
De onderstaande figuur toont nabijgelegen plaatsen in een straal van 20 km rond Lake Mills.

## Geboren
- Wallace Stegner (1909-1993), schrijver